# Hải âu đầu xám
Hải âu đầu xám là một loài chim trong họ Diomedeidae.
Loài này dài đến 81 cm (32 in) và sải cánh dài đến 2,2 m (7,2 ft). Trọng lượng có thể dao động 2,8 đến 4,4 kg (6,2 đến 9,7 lb), với trọng lượng trung bình 3,65 kg (8,0 lb). Nó có đầu, cổ và trên cổ màu xám tro tối.